# مت لیدرسون
مت لیدرسون (انگلیسی: Matt Leanderson; ۱۱ مارس ۱۹۳۱ – ۲ نوامبر ۲۰۰۶) قایقران روئینگ اهل ایالات متحده آمریکا بود.